# Rhopalopsyllus garbei
Rhopalopsyllus garbei är en loppart som beskrevs av Guimaraes 1941. Rhopalopsyllus garbei ingår i släktet Rhopalopsyllus och familjen Rhopalopsyllidae. Inga underarter finns listade i Catalogue of Life.